# Hyundai Santamo
O Santamo é um monovolume produzido pela Hyundai Motor Company, entre 1996 e 2002. Compartilhou o projeto da 2ª geração do Mitsubishi Space Wagon.